# Fontan
För andra betydelser, se Fontan (olika betydelser).
Fontan är en kommun i departementet Alpes-Maritimes i regionen Provence-Alpes-Côte d'Azur i sydöstra Frankrike. Kommunen ligger  i kantonen Breil-sur-Roya som ligger i arrondissementet Nice. År 2022 hade Fontan 309 invånare.

## Befolkningsutveckling
Antalet invånare i kommunen Fontan
Referens: INSEE